# Terran R
Terran R — двуступенчатая, изготовленная методом 3D-печати, полностью многоразовая, ракета-носитель тяжёлого класса, разрабатываемая Relativity Space с 2017 г.
Ракета Terran-R технически основана на Terran 1. 

## Конструкция
Terran R состоит из двух ступеней. Первая ступень приводится в действие семью двигателями Aeon R, использующими в качестве топлива жидкий метан и жидкий кислород. Вторая ступень работает на AeonVac, производящий 126 кН тяги в вакууме.
Первая ступень должна быть оснащена 13 двигателями Aeon R, которые в совокупности должны генерировать 14 меганьютон тяги. Вторая ступень должна быть оснащена двигателем Aeon R Vac, оптимизированным для работы в вакууме. Обе ступени предназначены для работы с метаном в качестве топлива и жидким кислородом в качестве окислителя. 

Сообщается, что общая высота ракеты составляет около 82 метров, а диаметр — около 5,5 метров.
По словам Зака Данна из Relativity Space, крылья на первой и второй ступенях являются «аэродинамическими поверхностями, помогающими стабилизировать ступени во время входа. В частности, для второй ступени они помогают распределять тепло и аэронагрузку по всей стороне ступени. Такое распределение нагрузки в сочетании с использованием экзотических сплавов для второй ступени позволит успешно возвратить ступень». 
При этом, Terran R не сможет приземлиться как космический челнок, поскольку его крылья не создают для этого достаточной подъёмной силы.
Предполагается, что она сможет вывести на низкую околоземную орбиту (НОО) до 22 500 кг при повторном использовании первой ступени. Предполагается, что без повторного использования первой ступени на той же орбите можно будет поднять до 33 500 кг. Кроме того, предполагается, что Terran R сможет выводить до 5500 кг на геостационарную переходную орбиту (ГСО). 
С помощью этой ракеты Relativity Space стремится превзойти возможности SpaceX по доставке полезной нагрузки на низкую околоземную орбиту по сравнению с ракетой SpaceX Falcon 9, что позволит ей составить конкуренцию SpaceX.

## Проектирование и разработка
Ракету планируют собирать на собственной фабрике Relativity в Лонг-Бич, после чего производить пуск с площадок B330 на базе Ванденберг, либо с LC-16 на мысе Канаверал. 
Первый запуск запланирован на 2026 г.